# 維蘭湖
47°37′10″N 9°38′31″E / 47.61944°N 9.64194°E

維蘭湖（德語：Wielandsee），是德國的湖泊，位於該國西南部，由巴登-符騰堡州負責管轄，處於泰特南，面積0.03平方公里，海拔高度476米，平均水深1.9米，最大水深3.2米，水體容量4.8萬立方米。